# Церква Благовіщення Пресвятої Богородиці (Латківці)
Церква Благовіщення Пресвятої Богородиці в Латківцях — парафія і храм греко-католицької громади Мельнице-Подільського деканату Бучацької єпархії Української греко-католицької церкви в селі Латківці Чортківського району Тернопільської области.
Оголошена пам'яткою архітектури місцевого значення (охоронний номер 427).

## Історія церкви
Церкву Благовіщення Пресвятої Богородиці в селі Латківці побудували у 1712 році. Її вівтар освятили у 1724 році.
Ця невелика церква має багато ознак готичного стилю. У ній знаходиться рідкісний старовинний ківот, а також розкішний іконостас, який був майже знищений, коли державна влада закрила церкву у 1960 році. Іконостас відновили у 1992 році. Всі інші ікони були замащені фарбою, але дивом вціліла цінна ікона «Хрещення Ісуса у Йордані».
Жителі села завжди дбали про свою церкву: продавали землю для пожертв, Настя Купоніка відновила старовинну ікону, родина Стоколосів придбала дві великі бокові ікони, а сім'я Гаврила Ганусяка подарувала три дзвони.
З 1948 по 1960 рік парафія належала до РПЦ. У 1990 році вона повернулася в лоно УГКЦ.
На території села є освячені хрести:
- На честь скасування панщини у 1848 році, відновлений у 1898 році.
- На честь відновлення християнської віри у 1990 році.
- Каплиця, присвячена Матері Божій Фатімській, яку збудував парафіянин Руслан Жук.

При парафії діють:
- Братство «Апостольство молитви».
- Братство «Живої Вервиці».
- Спільнота «Матері в молитві».

## Парохи
- о. Костянтин,
- о. Дмитро Стек (1935—1948),
- о. Богдан Боднар (1990—1993),
- о. Ігор Дроздовський (з 10 грудня 1993).